# HD 73596
HD 73596，又名BD+32 1776，SAO 60970、HR 3423，是一颗恒星，视星等为6.1，位于銀經191.65，銀緯35.92，其B1900.0坐标为赤經8h 34m 6.3s，赤緯+32° 35.92′ 44″。